# Alex Pérez (baloncestista)
Alejandro Daniel "Alex" Pérez Kauffman (San Diego, California, 1 de enero de 1993) es un jugador de baloncesto estadounidense, con nacionalidad mexicana, que pertenece a la plantilla del Tofaş S.K. de la BSL turca. Con 1,93 metros de altura juega en la posición de base. Es internacional absoluto con México.

## Trayectoria profesional
Pérez fue capitán de los Fresno City College Rams, institución que compite en la California Community College Athletic Association. En 2012 guiaría al equipo al campeonato estatal siendo además nombrado como el MVP del Final Four.  
En 2013 se incorporó a los Soles de Mexicali de la LNBP, club con el que se proclamó campeón de la temporada 2014-15 y fue finalista en la temporada 2015-16. Permaneció hasta el verano de 2016 en el equipo de mexicano, hasta que fichó por el Maccabi Haifa B.C. de la Ligat Winner.
Al desvincularse del equipo israelí durante el receso invernal, volvería a los Soles de Mexicali para jugar la Liga de las Américas 2017. Tras quedar eliminado su equipo, se sumó a San Lorenzo para jugar el tramo final de la temporada 2016-17 de la Liga Nacional de Básquet, la cual concluiría con su club campeón del certamen.  
En verano de 2017 firma por el VEF Riga letón, con el cual disputaría la temporada 2017-2018 de la Latvijas Basketbola līga y de la VTB United League.
El 21 de noviembre de 2020 firma por el Fenerbahçe de la Türkiye 1. Basketbol Ligi, tras abandonar el Bahçeşehir Koleji S.K..
En la temporada 2021-22 firma por el Türk Telekom Basketbol Kulubü de la Türkiye 1. Basketbol Ligi. Al año siguiente, el 21 de junio de 2022 fichó por el Konyaspor de la Basketbol Süper Ligi (BSL) turca.
El 2 de agosto de 2023 fichó por el ONVO Büyükçekmece de la Basketbol Süper Ligi (BSL) turca.
El 19 de junio de 2024 fichó por el Tofaş S.K., también de la BSL turca.

### Selección nacional
Pérez ha jugado en la selección de baloncesto de México en diversos periodos, habiendo formado parte del plantel que ganó el bronce de la FIBA AmeriCup de 2017, y las clasificatorias para los Mundiales de 2019 y 2023.